# KV7
KV7 i Konungarnas dal utanför Luxor i Egypten var begravningsplats för farao Ramses II under Egyptens nittonde dynasti.
Gravkammaren är uthuggsen i bergssidan längs huvudwadin i dalen, och är med sina 868 m² en av de största gravarna i Konungarnas dal. Entrén till KV9 ligger lågt, vilket har gjort graven sårbar för översvämningar. Stora delar av gravens väggmålningar är vattenskadade eller helt förstörda av översvämningar.